# Ritratto di fase

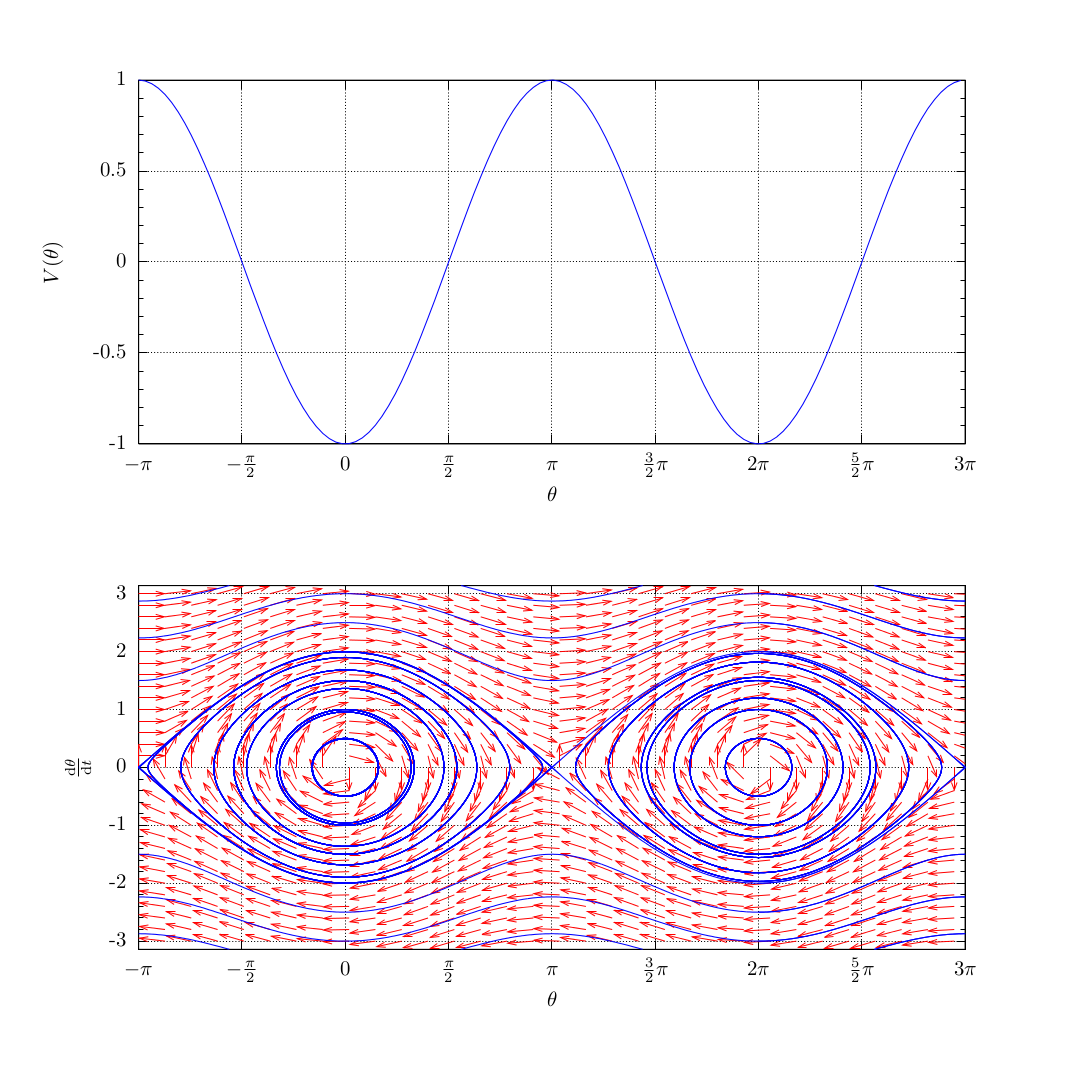
Energia potenziale e ritratto di fase di un pendolo semplice. Si può notare che l'asse x, rappresentando l'angolo, si avvolge su se stesso ogni 2π radianti.

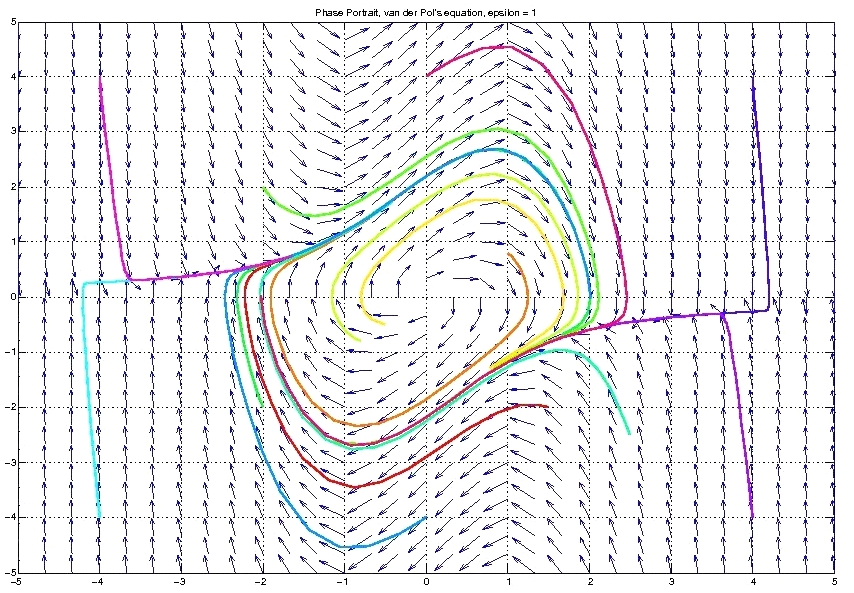
Ritratto di fase dell'oscillatore di van der Pol,

Un ritratto di fase (talvolta chiamato con il nome inglese phase portrait) è una rappresentazione geometrica delle  traiettorie di un sistema dinamico nello spazio delle fasi. Ogni insieme di condizioni iniziali è rappresentato da una differente curva o punto.
I ritratti di fase sono uno strumento fondamentale nello studio dei sistemi dinamici. Costituiti dalla rappresentazione grafica delle tipiche traiettorie del sistema nello spazio di stato, rivelano informazioni riguardanti la presenza di attrattori, orbite periodiche e punti di equilibrio. Il concetto di equivalenza topologica è importante per classificare i diversi comportamenti dei sistemi studiati, in quanto è necessario per capire se due differenti ritratti di fase rappresentano qualitativamente lo stesso comportamento dinamico.
In un ritratto di fase di un sistema dinamico vengono rappresentate le traiettorie del sistema (con delle frecce), gli stati di stabilità (con dei punti) e gli stati di instabilità (con dei cerchi) nello spazio di stato. Gli assi sono costituiti dalle variabili di stato.

## Esempi
- Pendolo semplice, vedi l'immagine a destra.
- Oscillatore armonico semplice, dove il ritratto di fase è costituito da ellissi centrati nell'origine (che è un punto di equilibrio).
- Oscillatore di van der Pol, vedi l'immagine a destra.
- Insieme di Mandelbrot